# Martin Kohler
Martin Kohler (Walenstadt, Cantão de São Galo, 17 de julho de 1985) é um ciclista suíço.
Sendo amador correu várias corridas profissionais em 2007 que lhe fizeram fichar pela modesta equipa Hadimec no final desse ano. A sua primeira vitória profissional conseguiu-a nesse ano com a seleção suíça, pouco depois de fichar pelo Hadimec, uma etapa do Tour de l'Avenir. Em 2008 alinhou pelo BMC Racing Team, equipa no que correu até ano 2014. Para a seguinte temporada recaló nas fileiras do Drapac Cycling.

## Palmarés
- 2007
  - 1 etapa do Tour de l'Avenir

- 2011
  - Campeonato da Suíça Contrarrelógio  
  - 3.º no Campeonato da Suíça em Estrada

- 2012
  - Campeonato da Suíça em Estrada

- 2013
  - 3.º no Campeonato da Suíça em Estrada

## Resultados em Grandes Voltas e Campeonatos do Mundo
| Corrida                | Corrida                | 2008 | 2009 | 2010 | 2011  | 2012 | 2013 | 2014 | 2015 | 2016 |
| ---------------------- | ---------------------- | ---- | ---- | ---- | ----- | ---- | ---- | ---- | ---- | ---- |
|                        | Giro d'Italia          | —    | —    | Ab.  | Ab.   | —    | —    | —    | —    | —    |
|                        | Tour de France         | —    | —    | —    | —     | —    | —    | —    | —    | —    |
|                        | Volta a Espanha        | —    | —    | —    | 111.º | —    | 66.º | —    | —    | —    |
| Mundial em Estrada     | Mundial em Estrada     | —    | —    | Ab.  | 87.º  | —    | —    | —    | —    | —    |
| Mundial Contrarrelógio | Mundial Contrarrelógio | —    | —    | —    | 40.º  | —    | —    | —    | —    | —    |

—: não participa

Ab.: abandono

## Equipas
- Hadimec (2007)[2]
- BMC Racing Team (2008-2014)
- Drapac Cycling (2015)
- Roth-Skoda (2016)